# Trevor Woodman
Pour les articles homonymes, voir Woodman.
Pas d'image ? Cliquez ici

a Compétitions nationales et continentales officielles uniquement.

b Matchs officiels uniquement.
Dernière mise à jour le 24 juillet 2009.
Trevor James Woodman, né le 4 août 1976 à Plymouth (Angleterre), est un joueur de rugby à XV international anglais champion du monde évoluant au poste de pilier. Il joue pour les clubs anglais de Gloucester et des Sale Sharks. Il embrasse ensuite la carrière d'entraîneur en rejoignant l'équipe de rugby de l'Université de Sydney.

## Carrière

### En club
Trevor Woodman est né en Cornouailles et découvre le rugby au sein de la Liskeard School. Il se fait remarquer très vite et intègre l'équipe junior du club de Plymouth Albion puis celle de Bath avant de s'engager avec Gloucester en 1995. Il reste neuf années avec le club anglais avec lequel il remporte notamment le Zurich Championship en 2002 et une Coupe d'Angleterre en 2003. À la fin de la saison 2003-2004, il rejoint les Sale Sharks avec qui il remporte le Challenge européen même s'il ne dispute qu'un seul match de la campagne européenne. Il contracte une blessure au dos très tôt dans la saison et il n'arrive pas à retrouver son plus haut niveau. Après plusieurs mois de convalescence et de multiples reprises infructueuses, il est contraint de mettre fin à sa carrière en septembre 2005 alors qu'il est seulement âgé de 29 ans. Il décide alors d'embrasser la carrière d'entraîneur et intègre le staff de l'équipe de rugby de l'Université de Sydney en tant qu'entraineur des avants,. Il est vite apprécié et est reconnu comme un bon entraîneur. La province australienne de la Western Force s'intéresse à lui, mais en 2009, il préfère rentrer en Europe pour devenir un membre du staff des London Wasps et retrouver le Guinness Premiership.
- 1995-2004 : Gloucester RFC
- 2004-2005 : Sale Sharks

### En équipe nationale
Il est sélectionné très jeune en équipe d'Angleterre des moins de 19 ans, puis avec celle des moins de 21 ans. Il obtient sa première cape internationale le 21 août 1999 à l’occasion d'un match contre l'équipe des États-Unis. Il s'installe alors comme un remplaçant, régulièrement dans le groupe du XV de la Rose et participe notamment à la victoire des Anglais dans le Tournoi des Six Nations en 2000 et 2001. 

### Grand chelem et coupe du monde en 2003
Trevor Woodman vit sa plus belle année en tant que joueur de la sélection nationale avec la conquête des deux titres majeurs de sa carrière. Il est sélectionné pour participer au tournoi des six nations. Lors du match d'ouverture en février 2003, l'Angleterre défait la France 25 à 17,, avec vingt points inscrits au pied par Jonny Wilkinson et un essai de Jason Robinson. La sélection anglaise gagne ensuite contre le pays de Galles, l'Italie et l'Écosse. Trevor Woodman joue seulement le match contre l'Écosse en entrant en jeu comme remplaçant. 
Dans le même temps, l'Irlande remporte elle aussi tous ses matchs, et, le match entre les deux équipes à Lansdowne Road s'annonce décisif pour l'attribution du titre. L'Angleterre gagne la rencontre largement 42 à 6, et remporte le tournoi en réalisant le grand chelem, le premier pour le pilier britannique. Il joue également le match contre l'Irlande comme remplaçant, le titulaire du poste est le pilier de Leicester, Graham Rowntree.
Il dispute le Tournoi des six nations 2004 puis deux test matchs contre la Nouvelle-Zélande lors de la tournée d'été. Il s'agit là de ses deux dernières rencontres sous le maillot anglais : il n'a pas l'occasion de revenir dans la sélection nationale puisqu'il met prématurément fin à sa carrière à peine un an plus tard.
- 22 sélections
- Sélections par année : 1 en 1999, 2 en 2000, 2 en 2001, 1 en 2002, 9 en 2003, 7 en 2004
- Tournois des Six Nations disputés : 2000, 2001, 2003 et 2004

## Palmarès

### En club
- Vainqueur du Zurich Championship en 2002
- Vainqueur du Challenge européen en 2005
- Vainqueur de la Coupe d'Angleterre en 2003

### En équipe nationale
- Vainqueur de la Coupe du monde en 2003
- Vainqueur du Grand Chelem en 2003
- Vainqueur du Tournoi des Six Nations en 2000 et 2001